# Degeneración actual
Degeneración actual es el tercer álbum de estudio del cantautor peruano Pedro Suárez-Vértiz. Fue lanzado en 1999 por Sony Music. El trabajo de "Degeneración actual" empezó en 1998, junto a  Manuel  Garrido-Lecca, colaborador de Suárez-Vértiz en la mayoría de sus producciones. El álbum fue producido por Léster Méndez (coproductor de ¿Dónde están los ladrones? de Shakira). Este disco fue producido y grabado en Miami y ha sido celebrado como uno de los mejores trabajos musicales de un artista peruano, que apareció en el canal HTV.

## Producción y composición

### Grabación
Suárez-Vertiz, con César Sogbe como ingeniero de grabación y Gustavo Celis como ingeniero de mezclas, empezó a grabar este álbum a finales de 1998, en Miami. La masterización del  disco se realiza en el estudio HitFactory de Nueva York, y el disco fue lanzado en noviembre de 1999.

### Composición
El disco contiene 12 canciones, todas compuestas por el mismo Suárez-Vértiz. Temas como "Degeneración  actual", primer sencillo promocional y tema que da a nombre al disco, habla del asalto sexual y "degeneración" de la sociedad. "El  tren  sexual", segundo sencillo del álbum, tiene un ritmo rápido y una composición reminescente del ska y el rock clásico. Ciertas canciones  incursionan en diferentes géneros musicales. "Cuando el sol va a salir" tiene influencias de la música reggae y "Rapta la mona" presenta una composición similar a la música urbana y hip hop. Las  baladas  también forman parte importante en esta producción, en canciones como "Fantasma a presión" y "El secreto en tu mente". La canción final del disco, "China Wife", es puramente instrumental y no tiene lírica.

## Recepción crítica y comercial
La recepción crítica y comercial del álbum fue positiva. Seguido al lanzamiento del disco, Suarez-Vértiz fue nombrado artista del año por la publicación El Comercio, título que recibiría por cuatro años consecutivos. Críticos internacionales, como Drago Bonacich de AllMusic, aclamaron la "perspectiva experimental" del álbum, señalando a Suárez-Vértiz como uno de los artistas más importantes de la escenal musical latina.

## Lista de canciones
Todas las canciones fueron compuestas por Pedro Suárez-Vértiz.
| Degeneración actual |                            |          |  |
| N.º                 | Título                     | Duración |  |
| 1.                  | «Degeneración actual»      | 5:14     |  |
| 2.                  | «Déjame vivir»             | 4:42     |  |
| 3.                  | «Tren sexual»              | 4:08     |  |
| 4.                  | «El secreto en tu mente»   | 5:17     |  |
| 5.                  | «Placeres y dolor»         | 4:16     |  |
| 6.                  | «Nataly»                   | 4:10     |  |
| 7.                  | «Cuando el sol va a salir» | 4:34     |  |
| 8.                  | «Un vino, una cerveza»     | 4:32     |  |
| 9.                  | «Fantasma a presión»       | 4:45     |  |
| 10.                 | «Alguien que bese como tú» | 6:06     |  |
| 11.                 | «Rapta la mona»            | 4:48     |  |
| 12.                 | «China wife»               | 4:03     |  |